# Henri Vannérus
Henri Vannérus (Diekirch, 29 de juliol de 1833 - Ciutat de Luxemburg, 16 de maig de 1921) fou un polític, jurista i diplomàtic luxemburguès.
En dues ocasions va ocupar el càrrec de Ministre de Justícia, en els gabinets de Víctor de Tornaco (1864-1866) i d'Emmanuel Servais (1867-1874). Vannérus va ser membre del Consell d'Estat des de 1874 fins a la seva mort el 1921, i va ser el seu president durant dos períodes per un total de vint anys (1888-1889, 1895-1914). Després del seu segon període com a President del Consell d'Estat de Luxemburg, es va convertir en encarregat de negocis amb cartes de gabinet per Luxemburg a París. En tot aquest llarg període, va mantenir una estreta relació amb Paul Eyschen i Mathias Mongenast, gràcies en gran part, a ser tots nascuts a la ciutat de Diekirch.

## Honors
- Gran creu de l'Orde de la Corona de Roure (Promoció 1894).[3]